# Zoopagomycotina
Zoopagomycotina là phân ngành nấm (incertae sedis) trong ngành Zygomycota. Phân ngành này có 5 họ, tương ứng với 20 chi.